# Ivar Morten Normark
Ivar Morten Normark (Narvik, 27 maggio 1963) è un allenatore di calcio ed ex calciatore norvegese, di ruolo attaccante.

## Carriera

### Giocatore

#### Club
Normark giocò con la maglia del Mjølner, prima di trasferirsi ai francesi dello Stade Français. Tornò poi in Norvegia, per militare nelle file del Brann. Con questa maglia, debuttò nella 1. divisjon, schierato titolare nella sconfitta per 6-0 sul campo del Vålerengen, in data 7 agosto 1985. Tornò poi al Mjølner, dove rimase conquistò la promozione nella massima divisione nel campionato 1988. Il 7 maggio 1989 realizzò allora il primo gol in questo campionato, nel pareggio per 1-1 contro il Kongsvinger.
Si trasferì poi al Bodø/Glimt, formazione con cui conquistò la promozione nella Tippeligaen nel corso del campionato 1992 e con cui vinse poi la Coppa di Norvegia 1993. Vestì successivamente le maglie di Gevir Bodø, Grovfjord e Alta, nelle divisioni inferiori norvegesi.

### Allenatore
Guidò l'Alta dal 1998 al 2000. Normark fu poi allenatore dello Aalesund dal 2001 al 2005. Nel 2006, ricoprì lo stesso incarico al Tromsø, venendo però esonerato nel corso dell'anno. Successivamente, diventò allenatore del Mjølner. Il 2 dicembre 2011 rinnovò l'accordo con il club per un'ulteriore stagione.

## Palmarès

### Giocatore

#### Club

##### Competizioni nazionali
- Coppa di Norvegia: 1

Bodø/Glimt: 1993